# Saltinho (kommun i Brasilien, São Paulo, lat -22,86, long -47,73)
Saltinho är en kommun i Brasilien.   Den ligger i delstaten São Paulo, i den sydöstra delen av landet, 800 km söder om huvudstaden Brasília. Antalet invånare är 7 059.
Följande samhällen finns i Saltinho:
- Saltinho

Omgivningarna runt Saltinho är en mosaik av jordbruksmark och naturlig växtlighet. Runt Saltinho är det ganska glesbefolkat, med 27 invånare per kvadratkilometer.